# Little Red Rooster
"Little Red Rooster" (of "The Red Rooster" zoals de oorspronkelijke titel was) is een klassiek bluesnummer. Howlin' Wolf nam "The Red Rooster" in 1961 op. Het nummer wordt toegeschreven aan bluesarrangeur en songwriter Willie Dixon, alhoewel eerdere nummers tot inspiratie hebben gediend. Een verscheidenheid aan artiesten heeft het nummer opgenomen, waaronder Sam Cooke, Willie Mabon, The Doors en The Rolling Stones.

## The Rolling Stones
Little red rooster is een single van de Engelse band The Rolling Stones in 1964. De plaat werd in een groot aantal landen uitgebracht (waaronder het Verenigd Koninkrijk, Nederland en België), maar niet in de Verenigde Staten. Daar verscheen in plaats van Little red rooster in december 1964 Heart of Stone als single. Little red rooster staat wel op de Amerikaanse lp The Rolling Stones, Now!
De achterkant van de single is Off the hook, een nummer van Mick Jagger en Keith Richards.
In een groot aantal Europese landen werd Little red rooster op het eind van 1964 ook uitgebracht op een ep, samen met Time is on my side (de orgelversie), Congratulations en Off the hook. Dat gebeurde ook in België (Decca 457.050) en in Nederland (Decca 457050).

### Tracklist

#### 7" Single
Decca DL 25 158 (1964)
1. Little red rooster - 3:01
2. Off the hook - 2:32

London 882 150-7
1. Little red rooster
2. Off the hook

### Hitnotering
| Little red rooster         | Little red rooster    | Little red rooster | Little red rooster | Little red rooster | Little red rooster | Little red rooster | Little red rooster | Little red rooster | Little red rooster | Little red rooster | Little red rooster | Little red rooster | Little red rooster | Little red rooster | Little red rooster |
| Hitlijst                   | Datum van binnenkomst | Week:              | 1                  | 2                  | 3                  | 4                  | 5                  | 6                  | 7                  | 8                  | 9                  | 10                 | 11                 | 12                 | Laatste notering   |
| -------------------------- | --------------------- | ------------------ | ------------------ | ------------------ | ------------------ | ------------------ | ------------------ | ------------------ | ------------------ | ------------------ | ------------------ | ------------------ | ------------------ | ------------------ | ------------------ |
| Nederlandse Top 40         | 02-01-1965            | Positie:           | 21                 | 4                  | 6                  | 5                  | 6                  | 6                  | 9                  | 12                 | 19                 | 20                 | 27                 | 38                 | 20-03-1965         |
| Tijd voor Teenagers Top 10 | 09-01-1965            | Positie:           | 4                  | 4                  | 6                  | 6                  | 7                  |                    |                    |                    |                    |                    |                    |                    | 06-02-1965         |

#### NPO Radio 2 Top 2000
| Nummer met noteringen in de NPO Radio 2 Top 2000 | '00 | '01 | '02 | '03 | '04 | '05 | '06 | '07 | '08 | '09 | '10 | '11  | '12  | '13  | '14  | '15  | '16  | '17  | '18  | '19  | '20  | '21  | '22  | '23 | '24  |
| ------------------------------------------------ | --- | --- | --- | --- | --- | --- | --- | --- | --- | --- | --- | ---- | ---- | ---- | ---- | ---- | ---- | ---- | ---- | ---- | ---- | ---- | ---- | --- | ---- |
| Little Red Rooster                               | 756 | 516 | 573 | 546 | 595 | 594 | 729 | 821 | 653 | 851 | 854 | 1097 | 1181 | 1129 | 1161 | 1524 | 1024 | 1349 | 1669 | 1718 | 1862 | 1984 | 1981 | -   | 1667 |

1. ↑  Een '-' betekent dat het nummer niet was genoteerd en een vetgedrukt getal geeft de hoogste notering aan.
2. ↑  2000 was het eerste jaar met een notering voor dit nummer.